# Α-Metylotiofentanyl
α-Metylotiofentanyl – organiczny związek chemiczny, syntetyczny lek opioidowy (pochodna fentanylu) objęty Jednolitą konwencją o środkach odurzających z 1961 roku (wykazy I i IV). W Polsce znajduje się w wykazie I-N Ustawy o przeciwdziałaniu narkomanii.